# Galeodes blanchardi
Espèce
Galeodes blanchardi est une espèce de solifuges de la famille des Galeodidae.

## Distribution
Cette espèce se rencontre au Maroc, en Algérie, en Tunisie, en Libye et au Togo.

## Description
Le mâle décrit par Roewer en 1934 mesure 35 mm et les femelles de 30 à 38 mm.

## Étymologie
Cette espèce est nommée en l'honneur de Raphaël Blanchard.

## Publication originale
- Simon, 1891 : Description des deux espèces nouvelles d'Arachnides recueillies dans le Sahara par le Dr. R. Blanchard. Bulletin de la Société Zoologique de France, vol. 14, p. 198-199 (texte intégral).